# Ханде Рао II
Ханде Рао II (гінді खांडेराव होलकर; 1828 —17 березня 1844) — магараджа Індаура у 1843–1844 роках.

## Життєпис
Походив з династії Холкарів. Син Бапуджі Рао, заміндара Джоціхері. 1841 року був всиновлений стриєчним братом — магараджею Харі Рао, якому спадкував 1843 року. Втім фактична влада належала його названій бабусі Крішні Баї та першому міністру Бхау Пхансе.
Маючи з дитинства погане здоров'я Ханде Рао II помер вже 1844 року. незалишивши спадкоємця. Крішна Баї визначила наступним магараджею представника іншої гілки династії — Тукоджі Рао II.